# Chàng Sadko
Chàng Sadko (tiếng Nga: Садко) là một bộ phim thần tiên - cổ tích của đạo diễn Aleksandr Ptushko, ra mắt lần đầu năm 1953.

## Nội dung
Truyện phim kể về những chuyến phiêu lưu của chàng lái buôn Sadko - một nhân vật trong kho tàng văn học dân gian Nga.

## Diễn viên
- Sergey Stolyarov... Sadko
- Alla Larionova... Lyubava Buslayevna
- Yelena Myshkova... nữ chúa hồ Ilmen
- B.Surovtsev... Ivashka
- Mikhail Troyanovsky... Trifon
- Nadir Malishevsky... Vyashta Người Khổng Lồ
- Nikolai Kryuchkov... Omelyan Danilovich
- Ivan Pereverzev... Timofey Larionovich
- Yury Leonidov... Kuzma Larionovich
- Lev Fenin... thủ lĩnh tộc Varangian
- Mikhail Astangov... Magaradzha
- Vasily Bokarev... Tysyatsky
- Lidya Vertinskaya... chim lửa
- Stepan Kayukov... Hải vương
- Olga Vikland... Vodyanitsa (vợ Hải vương)
- Sergey Martinson... mục sư

## Vinh danh
- Giải thưởng Sư tử Bạc Saint Mark - Liên hoan phim Venice (1953)